# Eduardo (rapper)
Carlos Eduardo Taddeo (São Paulo, 24 de agosto de 1975), mais conhecido como Eduardo, é um rapper, compositor, ativista, advogado, palestrante e escritor brasileiro. Ele foi um dos líderes do grupo Facção Central, no qual era vocalista e principal letrista. Deixou o grupo em 18 de março de 2013.

## Biografia
Carlos Eduardo Taddeo é filho de uma faxineira que teve quatro filhos em dois casamentos. Moravam em Santos, no litoral de São Paulo, antes de mudarem para a região central da capital paulistana, especificamente nos bairros do Glicério e Cambuci. Seu pai biológico era empresário da noite, mas casado oficialmente com outra mulher, embora inicialmente desse assistência a mãe de Eduardo.
No entanto, as dificuldades se agravaram com o afastamento gradativo do pai, que fizeram com que a mãe e os quatro filhos fossem morar em pensões, com banheiros coletivos. Aposentada por invalidez, com o mal de Chagas, “às vezes ela pedia esmola ou cesta básica na igreja”. Segundo depoimento pessoal, “às vezes, só tinha arroz e o feijão era aquela água”, o que o obrigava a ajudar a mãe pegando frutas e legumes nos fins de feira.
Estudou em escola pública até a quinta série do ensino fundamental, tendo abandonado os estudos logo depois. Míope, tinha vergonha de usar óculos. Suas roupas eram surradas e os tênis, velhos. Ganhava alguns trocados tomando conta de carro na rua.
Convivendo com o cotidiano do crime, a violência despertava nele um desejo de ser bandido. “Eu via os caras com tênis novos e queria ser criminoso”. Aos sete anos, "Carlos Eduardo Taddeo" furtou um toca-fitas e roubou dólares de um japonês. Noutra situação, foi parar na delegacia para averiguação de furto em um supermercado, mas saiu sem maiores consequências. Aos nove anos, começou a se envolver com outros criminosos, levando e trazendo armas. Odiava álcool, mas não benzina, maconha e cocaína e experimentou até crack. Com 16 anos, praticou assaltos à mão armada.
Eduardo atribui sua salvação do mundo do crime a um sujeito cujo apelido era Equipado, que era namorado de sua irmã e um pouco mais velho. Tinha esse apelido porque ia para a escola cheio das tralhas que roubava. Uma vez, Equipado mostrou um gravador com uma fita cassete da música "Corpo Fechado", de Thaíde & DJ Hum, que Eduardo escutou. “Aquilo me pegou”, ele conta. “Era uma coisa de falar rimando, que eu achei que podia fazer. Escrevi uma letra, mostrei para o Equipado, e ele disse que eu mandava bem. Daí não parei mais.”
Dessa brincadeira, Eduardo perseguiu o sonho de ser rapper e, no fim da década de 1980, formou um grupo integrado por garotos de rua chamado "Esquadrão Menor". Sem conseguir engrenar, o grupo se desfez e Eduardo aceitou um convite do sogro, então maître do Hotel Hilton, para trabalhar como ajudante de cozinha. Passou dois anos nessa função.
Sob o vulgo de "F7", Eduardo entrou para o Facção Central no início dos anos 90 após receber convite de Washington Roberto Santana, mais conhecido como Dum-Dum. Os integrantes do grupo eram Nego (atualmente conhecido como Mag, que deixou o grupo em 1994 alguns meses antes do lançamento do primeiro disco oficial do Facção), Eduardo, Dum-Dum e DJ Garga. 
O grupo gravou o seu primeiro álbum de estúdio, o "Juventude de Atitude". Após firmar o grupo com Eduardo, Dum-Dum e Erick 12, em 1998, foi lançado o disco "Estamos de Luto" e, no ano seguinte, o álbum "Versos Sangrentos". Eduardo ainda aliava o rap com outros trabalhos informais neste período. Somente nos anos 2000, Taddeo passou a se dedicar totalmente à música, muito pela censura ao clipe "Isso Aqui é Uma Guerra" que fez o Facção Central ser reconhecido nacionalmente. Entre 2001 e 2006, o Facção teve seu maior auge no Rap, com quatro discos lançados: A Marcha Fúnebre Prossegue, Direto do Campo de Extermínio, Ao Vivo e O Espetáculo do Circo dos Horrores. 
Eduardo manteve-se no Facção Central até 18 de Março de 2013, quando comunicou oficialmente em um vídeo no Youtube que anunciava sua saída do grupo, devido a algumas desavenças pessoais e divergências ideológicas. Um ano após a saída do grupo lançou um disco duplo solo intitulado "A Fantástica Fábrica de Cadáver".  Em 2020, Taddeo lançou seu segundo álbum duplo solo, chamado "O Necrotério dos Vivos".

## Outras atividades
Eduardo faz palestras por todo Brasil e periodicamente visita a Fundação Casa. Apesar de inicialmente não ter tido educação formal, ele incentiva, em entrevistas, shows e palestras, os jovens da periferia a estudarem alegando que "ter um diploma e estar bem informado é mais audacioso que portar metralhadoras". Em 2012, ele lançou A Guerra Não Declarada na Visão de um Favelado, seu primeiro livro. Em 2016 lançou o segundo volume. A Guerra Não Declarada na Visão de Um Favelado Vol. 2. Em 2022, formou-se em Direito e passou na prova da OAB, segundo postagem em redes sociais do próprio. 

## Livros
- A Guerra Não Declarada na Visão de um Favelado (2008–2012)
- A Guerra Não Declarada na Visão de um Favelado Vol. 2 (2016)

## Discografia

### Álbuns com Facção Central
- (1995) Juventude de Atitude
- (1998) Estamos de Luto
- (1999) Versos Sangrentos
- (2001) A Marcha Fúnebre Prossegue
- (2003) Direto do Campo de Extermínio
- (2005) Facção Central - Ao Vivo
- (2006) O Espetáculo do Circo dos Horrores

### Coletâneas
- (1993) Movimento Rap Vol. 2

### Álbuns solo
- (2014) A Fantástica Fábrica de Cadáver[13]
- (2020) O Necrotério dos Vivos